# U.S. News & World Report
U.S. News & World Report es una revista estadounidense publicada en Washington D. C. Fue durante muchos años, junto con Time y Newsweek, la revista semanal líder de ese país, aunque se enfocaba más en política, economía, salud y educación que sus contrapartes. Es conocida particularmente por su sistema de anual de informes de las universidades y hospitales estadounidenses, muy populares en el público general.
Fue fundada como tal en 1948 tras la fusión del semanario nacional US News (fundado en 1933) y la revista semanal internacional World Report (fundada en 1946). Un sitio web se lanzó en 1995. En junio de 2008 la publicación cambio de ser semanal a bisemanal. En noviembre de 2008 se reveló que sería una edición mensual. La impresión de la revista finalizó en 2010.

## Historia
United States News fue fundada en 1933 por David Lawrence (1888-1973) que también inició en World Report en 1946. Las dos revistas inicialmente cubrían las noticias nacional e internacionalmente por separado, pero Lawrence las fusionó en U.S. News & World Report en 1948 y subsecuentemente vendió la revista a sus empleados. Históricamente, la revista tendió a ser un poco más conservadora que sus dos principales competidores, Time y Newsweek, y se centró más en historias económicas, de salud y educación. También evitó noticias sobre deportes, entretenimiento y celebridades. Hitos importantes en la historia temprana de la revista incluyen la introducción de la columna "Washington Whispers" en 1934 y la columna "News You Can Use" en 1952. En 1958, la circulación de la revista semanal superó el millón y alcanzó los dos millones en 1973.
Desde 1983, ha sido conocido principalmente por su ranking influyente e informes anuales de universidades y escuelas de posgrado, que abarcan la mayoría de los campos y materias. US News & World Report es el ranking de instituciones académicas más antiguo y conocido de Estados Unidos, y cubre los campos de negocios, derecho, medicina, ingeniería, educación, ciencias sociales y asuntos públicos, además de muchas otras áreas. Su edición impresa se incluyó constantemente en las listas de superventas nacionales, aumentada por las suscripciones en línea. Las clasificaciones adicionales publicadas por US News & World Report incluyen hospitales, especialidades médicas y automóviles.
En octubre de 1984, el editor y desarrollador inmobiliario Mortimer Zuckerman compró US News & World Report. Zuckerman había sido propietario del New York Daily News. En 1993, US News & World Report ingresó al mundo digital proporcionando contenido a CompuServe y en 1995, se lanzó el sitio web usnews.com. En 2001, el sitio web ganó el premio National Magazine Award for General Excellence Online.
En 2007, US News & World Report publicó su primera lista de las mejores escuelas secundarias del país. Su metodología de clasificación incluyó los puntajes de las pruebas estatales y el éxito de los estudiantes pobres y de minorías en estos exámenes, y el desempeño de las escuelas en los exámenes de Colocación Avanzada.
A partir de junio de 2008, la revista redujo su frecuencia de publicación en tres pasos. En junio de 2008, citando una disminución general en la circulación y la publicidad de las revistas, US News & World Report anunció que se convertiría en una publicación quincenal a partir de enero de 2009. Esperaba que los anunciantes se sintieran atraídos por el programa, que permitía que los anuncios permanecieran en los quioscos una semana más. Sin embargo, cinco meses después la revista volvió a cambiar su frecuencia, pasando a ser mensual. En agosto de 2008, US News amplió y renovó su sección de opinión en línea. La nueva versión de la página de opinión incluía contenido de opinión nuevo diario, así como el nuevo blog de Thomas Jefferson Street.
El 5 de noviembre de 2010 se envió un memorando interno al personal de la revista informándoles que el "número de diciembre será nuestra última impresión mensual enviada a los suscriptores, cuyas suscripciones restantes impresas y de réplicas digitales serán completadas por otras editoriales". El memorando continuaba diciendo que la publicación se movería a un formato principalmente digital pero que continuaría imprimiendo números especiales como "las guías universitarias y de posgrado, así como guías de finanzas personales y hospitalarias". Antes de finalizar la publicación física, US News era generalmente la tercera revista de noticias general estadounidense en el ranking después de Time y Newsweek . Una revista digital semanal, US News Weekly, introducido en enero de 2009, siguió ofreciendo contenido de suscripción hasta que cesó a finales de abril de 2015.
La compañía es propiedad de US News & World Report, LP, una compañía privada con sede en el Daily News Building en la ciudad de Nueva York. El personal editorial tiene su sede en Washington D. C. El traslado de la empresa a la Web hizo posible que US News & World Report ampliara su servicio periodístico con la introducción de varios productos de clasificación orientados al consumidor. La empresa volvió a ser rentable en 2013. El personal editorial de US News & World Report tiene su sede en Washington D. C. y Brian Kelly ha sido el director de contenido desde abril de 2007.